# (24751) Kroemer
(24751) Kroemer ist ein Asteroid des Hauptgürtels, der am 21. September 1992 vom deutschen Astronomen Freimut Börngen an der Thüringer Landessternwarte Tautenburg (IAU-Code 033) in Thüringen entdeckt wurde.
Der Asteroid ist nach dem deutschen Physiker Herbert Kroemer (1928–2024) benannt, der im Jahre 2000 zusammen mit Schores Alfjorow für seine Forschungen mit dem Nobelpreis für Physik ausgezeichnet wurde.